# Porphyrinia ephimera
Porphyrinia ephimera är en fjärilsart som beskrevs av George Francis Hampson 1910. Porphyrinia ephimera ingår i släktet Porphyrinia och familjen nattflyn. Inga underarter finns listade i Catalogue of Life.